# Golavabuka
Golavabuka (pronuncia [ɡɔlaʋaˈbuːka]) è un insediamento (naselje) di 216 abitanti, della municipalità di Slovenj Gradec nella regione statistica della Carinzia in Slovenia.
L'area faceva tradizionalmente parte della regione storica della Stiria, ora invece è inglobata nella regione della Carinzia.